# Virna Lisi
Virna Lisi Pieralisi (Ancona, 1936. november 8. – Róma, 2014. december 18.) César-díjas olasz színésznő.

## Életpályája
Tanulmányait Rómában végezte, ahol jogot tanult, s mint zongorista is dolgozott. 1953-ban kezdett filmekben szerepelni. 1958-tól színpadon is szerepelt. Az 1960-as években Hollywoodban is filmezett.

### Munkássága
Több kisebb-nagyobb feladat megoldása után 1956-ban Francesco Maselli A nap asszonya című filmjében a főszerepet bízta rá, s itt nemcsak szépsége, de drámai képessége révén is magára terelte a figyelmet. Ettől kezdve pályája gyorsan ívelt felfelé. Milánóban színpadra lépett, majd 1958-ban Michelangelo Antonioni egy színházi produkciójában Monica Vittivel együtt aratott sikert. Gyakran foglalkoztatta a televízió is. 1961-ben Jakob Wassermann A Maurizius-ügy című regénye, 1962-ben pedig Theodore Dreiser Amerikai tragédiája nyomán készült tv-változatban állt a kamerák elé. Életteljes alakítása a Szüzet a hercegnek (1965) butuska árvalánya. Két magyar koprodukciójú filmben is szerepelt: 1972-ben az nyugatnémet–francia–olasz–magyar koprodukcióban készült Kékszakállban, 2003-ban pedig az olasz–magyar koprodukcióban elkészített A Pál utcai fiúkban.

## Magánélete
1960-ban házasságot kötött Franco Pescivel. Egy fiuk született.

## Filmszerepei
- ...És Nápoly énekel (1953)
- Ég veled, Nápoly! (1954)
- Erőszak a tavon (Violenza sul lago) (1954)
- Nápolyi levelek (Lettera napoletana) (1954)
- Lambertini kardinális (Il cardinale Lambertini) (1954)
- Huszárok (1955)
- Újhold (Luna nova) (1955)
- A nap asszonya (1956)
- Matera grófja (Il conte di Matera (Il tiranno)) (1958)
- Caterina Sforza, la leonessa di Romagna (1959) (Caterina Sforza)
- Egy katona meg egy fél (1960)
- Romulus és Remus (1962)
- Az igazságszolgáltatás nevében (1962)
- Eva (1962)
- Fekete tulipán (1964)
- Coplan veszélyes megbízatása (Coplan prend des risques) (1964)
- Hogyan öljük meg a feleségünket? (1965)
- Cicababák (1965)
- El a kezekkel a feleségemtől! (1965)
- Szüzet a hercegnek! (1965)
- Casanova '70 (1965)
- Olasz furcsaságok (1965)
- Ma, holnap, holnapután (1965)
- A tó asszonya (La donna del lago) (1965)
- Hölgyek és urak (1966)
- Támadás egy királynő ellen (U-112, Assault on a Queen) (1966)
- A lány és a tábornok (1967)
- A huszonötödik óra (La Vingt-cinquieme heure) (1967)
- Arabella (1967)
- Az édes hölgyek (Le dolci signore) (1968)
- Ha kedd van, akkor ez Belgium (1968)
- A jobb özvegy (Meglio vedova) (1968)
- Tenderly (1968)
- Santa Vittoria titka (1969)
- Pascal karácsonyfája (1969)
- Farkasok ideje (1970)
- Különleges játékok (Giochi particolari) (1970)
- Kékszakáll (1972)
- Le serpent (1972)
- Farkasvér (1972)
- Fehér Agyar (1973)
- Fehér Agyar visszatér (1974)
- Túl jón és rosszon (1977)
- Ártatlan hazugságok (1979)
- Bugie bianche (1980)
- A tenger zamata (1983)
- Kolumbusz (1985)
- A Panisperna utcai fiúk (1988)
- Boldog karácsonyt... boldog új évet! (1990)
- Margó királyné (1994)
- Menj, ahová a szíved húz (1996)
- Tűzsivatag (1997)
- Jégbezárt emlék (1999)
- Balzac (1999)
- Az élet szárnyai (2000)
- Occhi verde veleno (2001)
- Szépségszalon (2001-2003)
- Lelkem fénysugara (2001)
- Kisemberek a régi világban (2001)
- Életem legszebb napja (2002)
- A Pál utcai fiúk (2003)
- Lányaim (2005-2010)
- Tisztelet kérdése (2006)
- Bízzál bennem (2008)
- Vér és rózsa (2008)

## Díjai
- Ezüst Szalag díj (1978, 1983, 1990, 1995, 1997, 2002)
- David di Donatello-díj (1980, 1983, 1996, 2009)
- Cannes-i fesztivál legjobb női alakítás díja (1994) Margó királyné
- César-díj a legjobb mellékszereplő színésznőnek (1995) Margó királyné
- a taorminai fesztivál életműdíja (2005)